# Fédération des syndicats du personnel de la banque et de l'assurance CGT
La Fédération des syndicats du personnel de la banque et de l'assurance (FSPBA CGT) est la fédération des employés du secteur bancaire et des assurances affiliés à la Confédération générale du travail.